# Нівиська (Лодзинське воєводство)
Нівиська (пол. Niwiska) — село в Польщі, у гміні Ґалевиці Верушовського повіту Лодзинського воєводства.
Населення — 292 особи (2011).
У 1975-1998 роках село належало до Каліського воєводства.

## Демографія
Демографічна структура станом на 31 березня 2011 року:
|          | Загалом | Допрацездатний вік | Працездатний вік | Постпрацездатний вік |
| -------- | ------- | ------------------ | ---------------- | -------------------- |
| Чоловіки | 148     | 29                 | 103              | 16                   |
| Жінки    | 144     | 30                 | 78               | 36                   |
| Разом    | 292     | 59                 | 181              | 52                   |